# Vinkenbrug (Diemen)
De Vinkenbrug is een vaste plaatbrug gelegen in de Muiderstraatweg nabij de Sniep en overspant de Korte Diem in het Noord-Hollandse dorp Diemen. De huidige brug werd op 14 maart 1991 voor het verkeer opengesteld en kent twee rijbanen voor het wegverkeer met vrijliggende fiets- en voetpaden aan beide zijde. De brugleuningen zijn blauw uitgevoerd.

## Geschiedenis
In de periode 1638-1640 werd de Muidertrekvaart gegraven tussen Muiden en Diemen waar werd aangesloten op de Weespertrekvaart.
Langs deze vaart verscheen later de Muiderstraatweg waarbij het Korte Diem met een brug werd gekruist. De brug was onderdeel van de verdediging van de Stelling van Amsterdam en had een batterij met twee zesponder kanonnen die de brug bestreek.
In de loop der jaren zijn er meerdere bruggen geweest en de tweede voorlaatste brug was een smalle ijzeren ophaalbrug waarover sinds
1881 ook de Gooische Stoomtram enkelsporig reed en het tracé er naar toe was smal en bochtig. Omdat de tram de gehele breedte van de brug in beslag nam bij doorkomst moest de conducteur uitstappen om het overige verkeer tegen te houden. Naast de brug lagen een aantal uitspanningen waaronder een café annex speeltuin en een stalling en verhuur van bootjes voor vissers. 
In 1928 werd deze brug vervangen door een nieuwe ophaalbrug en werd de oude brug verplaatst naar de werf van Hidden en Nijland (thans Hillen & Roosen).
In maart 1938 werd door een besluit van de minister door Rijkswaterstaat begonnen met de demping van de Muidertrekvaart vanaf de Vinkenbrug tot aan de Hooibrug voor verbreding van de Rijksweg 1. Op 15 oktober 1939 werd de inmiddels motortram vervangen door een busdienst. Bij de bevrijding op 8 mei 1945 trokken de Canadezen over de brug Diemen binnen. 
Inmiddels was de omgeving onherkenbaar veranderd en na de omlegging van de A1 achter Diemen langs in 1989 verdween het doorgaande verkeer en kon worden begonnen met de bouw van de huidige brug. Onder meer GVB buslijn 66 en Keolis buslijn 330 rijden over de brug en lijn 66 en een aantal lijnen van EBS hebben een halte met de naam Vinkenbrug.